# امانی‌ریدیس دوم
امانی‌ریدیس دوم (انگلیسی: Amenirdis II) شاهدخت باستانی نوبه، دختر فرعون کوش تهارقا از دودمان بیست و پنجم مصر بود که توسط شپنوپت دوم، دختر بعنخی به فرزندخواندگی پذیرفته شد تا از حدود ۶۵۰ قبل از میلاد تا ۶۴۰ قبل از میلاد در طول دودمان بیست و ششم مصر «ستایشگر مقدس آمون» شود. آمنیردیس، نیتوکریس یکم دختر فرعون پسامتیک یکم را به فرزندخواندگی پذیرفت تا جانشین او شود. او ممکن است با یکی از پسران تهارقا به نام پادشاه آتلانیرسا ازدواج کرده باشد.

## بیشتر بخوانید
- Dodson, Aidan (2002). "The problem of Amenirdis II and the heirs of the office of God's Wife of Amun during the Twenty-sixth Dynasty". Journal of Egyptian Archaeology. 88: 179–186. doi:10.1177/030751330208800112. S2CID 190737173.